# Seznam glasbenih del Aleksandra Skrjabina
Seznam glasbenih del Aleksandra Skrjabina.

## Pomembnejše skladbe

### Klavirske sonate
Skrjabin je skomponiral 10 sonat za klavir. Prve tri so v romantičnem stilu, po vzoru Chopina, vendar kažejo Skrjabinovo originalnost. V četrti sonati Skrjabin raziskuje razširjeno tonalnost in kromatične harmonske zveze. Sonata št. 5 je delno atonalna, vse nadaljnje sonate pa so popolnoma atonalne in uporabljajo mnogo disonantnih horizontalnih in vertikalnih struktur. Vers la flamme je skladba, ki je bila zasnovana kot enajsta sonata, vendar jo je bil Skrjabin prisiljen izdati prej, zaradi finančnih dežav. Začenši s peto, so nadaljnje Skrjabinove sonate enostavčne.
- Klavirska sonata št. 1 v f molu
- Klavirska sonata št. 2 v gis molu (znana tudi kot Sonata-Fantazija)
- Klavirska sonata št. 3 v fis molu
- Klavirska sonata št. 4 v Fis duru
- Klavirska sonata št. 5
- Klavirska sonata št. 6
- Klavirska sonata št. 7 »Bela maša«
- Klavirska sonata št. 8
- Klavirska sonata št. 9 »Črna maša«
- Klavirska sonata št. 10

### Druge pomembnejše skladbe za klavir
- Fantazija v h molu
- Vers la flamme

Skrjabin je napisal mnogo kratkih klavirskih skladb, vštevši zvezke preludijev, etud in pesnitev. Posebno znani kratki skladbi sta:
- Etuda v dis molu
- Etuda v cis molu

### Skladbe za orkester
- Klavirski koncert v fis molu
- Sanjarija
- Simfonija št. 1 v E duru
- Simfonija št. 2 v c molu
- Simfonija št. 3 »Božanska pesnitev« v c molu
- Simfonija št. 4 »Poem ekstaze«
- Prometej: Poem ognja

## Seznam glasbenih del
Skoraj vsa Skrjabinova dela so označena s številko opus. Njegovo glasbeno delo lahko razdelimo na 3 obdobja: Zgodnje, opus 1-29; srednje, opus 30-53 in pozno, opus 54-74.

### Skladbe brez oznake opus
- Kanon v d molu (1883)
- Nokturno v As duru (1884)
- Mazurka  (1884)
- Mazurka  (1886)
- Valček v gis molu  (1886)
- Sonata-Fantazija  (1886)
- Egorova variacije (1887)
- Fantazija za 2 klavirja v a molu  (1889)
- Mazurka v F duru (1889)
- Mazurka v h molu (1889)
- Feuillet d'Album (Stran iz albuma) v As duru (1889)
- Sonata v es molu (1889)
- Romanca za rog (1890)
- Romanca za glas (1894)
- Simfonična pesnitev v d molu (1896)
- Feuillet d'Album (List iz albuma) v Fis duru (1905)

### Zgodnja dela (opus 1-29)
- Opus 1: Valček (1886)
- Opus 2: Tres Morceux (1889)
  - Etuda v cis molu
  - Preludij v B duru
  - Impromptu a la Mazur
- Opus 3: 10 mazurk (1889)
  - Mazurka v h molu 
  - Mazurka v fis molu 
  - Mazurka v g molu 
  - Mazurka v E duru 
  - Mazurka v dis molu 
  - Mazurka v cis molu 
  - Mazurka v e molu 
  - Mazurka v b molu 
  - Mazurka v gis molu 
  - Mazurka v es molu
- Opus 4: Allegro Appasionato (1892)
- Opus 5: 2 nokturna (1890)
  - Nokturno v fis molu
  - Nokturno v A duru
- Opus 6: Klavirska sonata št. 1 v f molu (1892)
- Opus 7: 2 Impromptuja a la Mazur (1892)
  - gis mol
  - fis mol
- Opus 8: 12 etud (1894)
  - Etuda v cis molu
  - Etuda v fis molu
  - Etuda v h molu
  - Etuda v B duru
  - Etuda v E duru
  - Etuda v A duru
  - Etuda v b molu
  - Etuda v as duru
  - Etuda v gis molu
  - Etuda v Des duru
  - Etuda v b molu
  - Etuda v dis molu
- Opus 9: Preludij in nokturno za levo roko (1894)
  - Preludij v cis molu
  - Nokturno v Des duru
- Opus 10: 2 impromptuja (1894)
  - Impromptu v fis molu
  - Impromptu v A duru
- Opus 11: 24 preludijev (1896)
  - Preludij v C duru
  - Preludij v a molu
  - Preludij v G duru
  - Preludij v e molu
  - Preludij v D duru
  - Preludij v h molu
  - Preludij v A duru
  - Preludij v fis molu
  - Preludij v E duru
  - Preludij v cis molu
  - Preludij v B duru
  - Preludij v gis molu
  - Preludij v Ges duru
  - Preludij v es molu
  - Preludij v Des duru
  - Preludij v b molu
  - Preludij v as duru
  - Preludij v f molu
  - Preludij v Es duru
  - Preludij v c molu
  - Preludij v as duru
  - Preludij v g molu
  - Preludij v F duru
  - Preludij v D molu
- Opus 12: 2 impromptuja (1895)
  - Impromptu v Fis duru
  - Impromptu v b molu
- Opus 13: 6 preludijev (1895)
  - Preludij v C duru
  - Preludij v a molu
  - Preludij v G duru
  - Preludij v e molu
  - Preludij v D duru
  - Preludij v h molu
- Opus 14: 2 impromptuja (1895)
  - Impromptu v B duru
  - Impromptu v fis molu
- Opus 15: 5 preludijev (1896)
  - Preludij v A duru
  - Preludij v fis molu
  - Preludij v E duru
  - Preludij v E duru
  - Preludij v cis molu
- Opus 16: 5 preludijev (1895)
  - Preludij v B duru
  - Preludij v gis molu
  - Preludij v Ges duru
  - Preludij v es molu
  - Preludij v Fis duru
- Opus 17: 7 preludijev (1896)
  - Preludij v D molu
  - Preludij v Es duru
  - Preludij v Des duru
  - Preludij v b molu
  - Preludij v fes molu
  - Preludij v B duru
  - Preludij v g molu
- Opus 18: Koncertni allegro (1896)
- Opus 19: Klavirska sonata št. 2 v gis molu (znana tudi kot Sonata-Fantazija) (1897)
- Opus 20:  Klavirski koncert v fis molu (1896)
- Opus 21: Poloneza v b molu (1897)
- Opus 22: 4 preludiji (1897)
  - Preludij v gis molu
  - Preludij v cis molu
  - Preludij v B duru
  - Preludij v h molu
- Opus 23: Klavirska sonata št. 3 v fis molu (1898)
- Opus 24: Sanjarija za orkester (1898)

### Srednje obdobje (opus 30-53)
- Opus 30: Klavirska sonata št. 4 v Fis duru (1903)
- Opus 45: Trois Morceaux
- Opus 49: Trois Morceaux
- Opus 52: Trois Morceaux
- Opus 53: Klavirska sonata št. 5

### Pozna (atonalna) dela (Opus 54-74)
- Opus 54: Poem ekstaze, za orkester (1907)
- Opus 56: Quatre Morceaux, 4 skladbe (1907)
  - Preludij
  - Ironije
  - Nuances
  - Etuda
- Opus 57: Deux Morceaux, 2 skladbi (1907)
  - Strast
  - Plesni objem
- Opus 58: Stran iz albuma (1910)
- Opus 59: Deux Morceaux, 2 skladbi (1910)
  - Poem
  - Preludij
- Opus 60: Prometej: Poem ognja, za orkester (1910)
- Opus 61: Poeme-nocturne (1911)
- Opus 62: Klavirska sonata št. 6
- Opus 63: 2 poema: (1911)
  - Maska
  - Odtujenost
- Opus 64: Klavirska sonata št. 7 (1911)
- Opus 65: 3 etude (1912)
- Opus 66: Klavirska sonata št. 8 (1913)
- Opus 67: 2 preludija (1913)
- Opus 68: Klavirska sonata št. 9 (1913)
- Opus 69: 2 poema (Allegretto, Allegretto) (1913)
- Opus 70: Klavirska sonata št. 10 (1913)
- Opus 71: 2 poema (1914)
  - Fantastični poem
  - Sanje
- Opus 72: Vers la flamme (V plamenih) (1914)
- Opus 73: Deux Danses (Dva plesa) (1914)
  - Garlands
  - Temni plameni
- Opus 74 5 preludijev (1914)